# Campeonato Africano de Atletismo de 2000
A 12ª edição do Campeonato Africano de Atletismo foi organizado pela Confederação Africana de Atletismo no período de 12 a 15 de julho de 2000 no Estádio 5 de Julho de 1962, em Argel, na Argélia. Foram disputadas 43 provas, com a presença de 411 atletas de 43 nacionalidades. 

## Medalhistas

### Masculino
| Evento                  | Ouro                                      | Ouro     | Prata                                        | Prata    | Bronze                             | Bronze   |
| ----------------------- | ----------------------------------------- | -------- | -------------------------------------------- | -------- | ---------------------------------- | -------- |
| 100 metros              | Abdul Aziz Zakari · Gana                  | 10.13    | Stéphan Buckland · Maurícia                  | 10.20    | Kenneth Andam · Gana               | 10.33    |
| 200 metros              | Abdul Aziz Zakari · Gana                  | 20.23    | Joseph Batangdon · Camarões                  | 20.31 =  | Oumar Loum · Senegal               | 20.76    |
| 400 metros              | Eric Milazar · Maurícia                   | 45.62    | Malik Louahla · Argélia                      | 45.78    | Sofiène Labidi · Tunísia           | 45.81    |
| 800 metros              | Djabir Saïd-Guerni · Argélia              | 1:45.88  | Mbulaeni Mulaudzi · África do Sul            | 1:46.28  | Mouhssin Chehibi · Marrocos        | 1:46.47  |
| 1 500 metros            | Youssef Baba · Marrocos                   | 3:42.07  | Adil Kaouch · Marrocos                       | 3:42.53  | Mohamed Khaldi · Argélia           | 3:42.77  |
| 5 000 metros            | Ali Saïdi Sief · Argélia                  | 13:26.86 | Saïd Bérioui · Marrocos                      | 13:31.75 | Mohamed Saïd El Wardi · Marrocos   | 13:30.01 |
| 10 000 metros           | Abraha Hadush · Etiópia                   | 28:40.51 | Dejene Berhanu · Etiópia                     | 28:41.11 | Kamel Kohil · Argélia              | 28:48.98 |
| 110 metros barreiras    | Joseph-Berlioz Randriamihaja · Madagascar | 13.99    | Doudou Félou Sow · Senegal                   | 14.38    | Toufik Dahmani · Argélia           | 15.10    |
| 400 metros barreiras    | Sylvester Omodiale · Nigéria              | 49.81    | Jean-Dominique Dième · Senegal               | 50.29    | Yvon Rakotoarimiandry · Madagascar | 50.39    |
| 3 000 metros obstáculos | Lotfi Turki · Tunísia                     | 8:33.29  | Laïd Bessou · Argélia                        | 8:35.89  | David Chepkisa · Quénia            | 8:39.00  |
| 4×100 metros estafetas  | Gana                                      | 39.90    | Maurícia                                     | 40.07    | Gabão                              | 40.53    |
| 4×400 metros estafetas  | Argélia ·                                 | 3:05.45  | Botswana                                     | 3:06.07  | Senegal                            | 3:06.53  |
| 20 km marcha            | Hatem Ghoula · Tunísia                    | 1:25:38  | Moussa Aouanouk · Argélia                    | 1:25:42  | Merzak Abbès · Argélia             | 1:32:37  |
| Salto em altura         | Abderrahmane Hammad · Argélia             | 2.34     | Malcolm Hendriks · África do Sul             | 2.20     | Eugène Ernesta · Seicheles         | 2.20     |
| Salto à vara            | Rafik Mefti · Argélia                     | 5.00     | Karim Sène · Senegal                         | 4.80     | Mohamed Benyahia · Argélia         | 4.65     |
| Salto em comprimento    | Younès Moudrik · Marrocos                 | 8.34     | Hatem Mersal · Egito                         | 7.90     | Mehdi El Ghazouani · Marrocos      | 7.88     |
| Salto triplo            | Andrew Owusu · Gana                       | 16.69    | Samuel Okantey · Gana                        | 16.69    | Olivier Sanou · Burquina Fasso     | 16.31    |
| Lançamento do peso      | Chima Ugwu · Nigéria                      | 19.02    | John Sullivan · África do Sul                | 17.46    | Hicham Aïtaha · Marrocos           | 16.91    |
| Lançamento do disco     | Frits Potgieter · África do Sul           | 60.35    | Mickael Conjungo · República Centro-Africana | 59.58    | Chima Ugwu · Nigéria               | 57.91    |
| Lançamento do martelo   | Samir Haouam · Argélia                    | 69.38    | Mohamed Karim Horchani · Tunísia             | 63.68    | Yamen Hussein Abdel Moneim · Egito | 63.71    |
| Lançamento do dardo     | Maher Ridane · Tunísia                    | 72.51    | Khaled Es Sayed Yassin · Egito               | 72.01    | Walid Abderrazak Mohamed · Egito   | 71.67    |
| Decatlo                 | Rédouane Youcef · Argélia                 | 7129 pts | Mada Ndiaye · Senegal                        | 6981 pts | Adil Chakri · Marrocos             | 6715 pts |

### Feminino
| Evento                 | Ouro                          | Ouro     | Prata                                   | Prata    | Bronze                                            | Bronze   |
| ---------------------- | ----------------------------- | -------- | --------------------------------------- | -------- | ------------------------------------------------- | -------- |
| 100 metros             | Myriam Léonie Mani · Camarões | 11.21    | Aïda Diop · Senegal                     | 11.46    | Monica Twum · Gana                                | 11.47    |
| 200 metros             | Myriam Léonie Mani · Camarões | 22.54    | Aïda Diop · Senegal                     | 23.01    | Fatima Yusuf · Nigéria                            | 23.27    |
| 400 metros             | Claudine Komgang · Camarões   | 51.35    | Mireille Nguimgo · Camarões             | 51.81    | Nadjina Kaltouma · Chade                          | 52.27    |
| 800 metros             | Hasna Benhassi · Marrocos     | 1:59.01  | Nouria Mérah-Benida · Argélia           | 1:59.73  | Gladys Wamuyu · Quénia                            | 2:00.32  |
| 1 500 metros           | Nouria Mérah-Benida · Argélia | 4:16.14  | Gladys Wamuyu · Quénia                  | 4:16.56  | Berhane Herpassa · Etiópia                        | 4:16.87  |
| 5 000 metros           | Asmae Leghzaoui · Marrocos    | 15:43.46 | Meseret Defar · Etiópia                 | 15:49.86 | Merima Denboba · Etiópia                          | 15:53.68 |
| 10 000 metros          | Souad Aït Salem · Argélia     | 34:02.28 | Genet Teka · Etiópia                    | 34:05.18 | Bouchra Chaabi · Marrocos                         | 34:08.79 |
| 100 metros barreiras   | Glory Alozie · Nigéria        | 13.09    | Lalanirina Rosa Rakotozafy · Madagascar | 13.21    | Maria-Joëlle Conjungo · República Centro-Africana | 13.77    |
| 400 metros barreiras   | Mame Tacko Diouf · Senegal    | 57.48    | Gnima Touré · Senegal                   | 58.96    | Nabila Jami · Marrocos                            | 62.45    |
| 4×100 metros estafetas | Gana                          | 43.99    | Senegal                                 | 44.62    | Camarões                                          | 46.97    |
| 4×400 metros estafetas | Camarões                      | 3:32.89  | Marrocos                                | 3:42.91  | Argélia                                           | 3:51.01  |
| 10 km marcha           | Bahia Boussad · Argélia       | 49:33    | Nagwa Ibrahim Ali · Egito               | 50:15    | Dounia Kara · Argélia                             | 50:55    |
| Salto em altura        | Hind Bounouar · Marrocos      | 1.75     | Amina Lemgherbi · Argélia               | 1.70     | Hamida Benhocine · Argélia                        | 1.70     |
| Salto à vara           | Syrine Balti · Tunísia        | 3.85     | Annelie van Wyk · África do Sul         | 3.80     | Rasha Abdel Khalek · Egito                        | 3.10     |
| Salto em comprimento   | Kéné Ndoye · Senegal          | 6.39     | Elisa Cossa · Moçambique                | 6.20     | Béryl Laramé · Seicheles                          | 6.18     |
| Salto triplo           | Baya Rahouli · Argélia        | 14.23    | Françoise Mbango Etone · Camarões       | 13.87    | Kéné Ndoye · Senegal                              | 13.81    |
| Arremesso de peso      | Hanaa Salah El Melegi · Egito | 16.01    | Amel Ben Khaled · Tunísia               | 15.39    | Wafa Ismail El Baghdadi · Egito                   | 14.97    |
| Lançamento do disco    | Monia Kari · Tunísia          | 58.46    | Ndoumbé Gaye · Senegal                  | 50.81    | Felicia Nkiru Ojiego · Nigéria                    | 49.65    |
| Lançamento do martelo  | Caroline Fournier · Maurícia  | 59.60    | Marwa Hussein · Egito                   | 57.15    | Djida Yalloulène · Argélia                        | 49.72    |
| Lançamento do dardo    | Aïda Sellam · Tunísia         | 53.35    | Lindy Leveaux · Seicheles               | 50.88    | Hanaa Salah El Melegi · Egito                     | 42.31    |
| Heptatlo               | Yasmina Kettab · Argélia      | 5837 pts | Maralize Fouché · África do Sul         | 5726 pts | Patience Itanyi · Nigéria                         | 5611 pts |

## Quadro de medalhas
| Ordem | País                      | Medalha de ouro | Medalha de prata | Medalha de bronze | Total |
| ----- | ------------------------- | --------------- | ---------------- | ----------------- | ----- |
| 1     | Argélia                   | 12              | 4                | 9                 | 25    |
| 2     | Tunísia                   | 6               | 2                | 1                 | 9     |
| 3     | Marrocos                  | 5               | 3                | 7                 | 15    |
| 4     | Gana                      | 5               | 1                | 2                 | 8     |
| 5     | Camarões                  | 4               | 3                | 1                 | 8     |
| 6     | Nigéria                   | 3               | 0                | 4                 | 7     |
| 7     | Senegal                   | 2               | 9                | 3                 | 14    |
| 8     | Ilhas Maurícias           | 2               | 2                | 0                 | 4     |
| 9     | África do Sul             | 1               | 5                | 0                 | 6     |
| 10    | Egito                     | 1               | 4                | 5                 | 10    |
| 11    | Etiópia                   | 1               | 3                | 2                 | 6     |
| 12    | Madagáscar                | 1               | 1                | 1                 | 3     |
| 13=   | Quênia                    | 0               | 1                | 2                 | 3     |
| 13=   | Seicheles                 | 0               | 1                | 2                 | 3     |
| 15    | República Centro-Africana | 0               | 1                | 1                 | 2     |
| 16    | Botswana                  | 0               | 1                | 0                 | 1     |
| 17=   | Burquina Fasso            | 0               | 0                | 1                 | 1     |
| 17=   | Chade                     | 0               | 0                | 1                 | 1     |
| 17=   | Gabão                     | 0               | 0                | 1                 | 1     |

Legenda
| Recorde mundial       | Recorde mundial (World record)               |                       | Recorde africano                      | Recorde africano (African) |                                           | Q | Classificado por posição (Qualified) |
| Recorde do campeonato | Recorde do campeonato (Championship record)  | Recorde da América    | Recorde da América (Americas)         | q                          | Classificado por melhor tempo (Qualified) |   |                                      |
| Melhor marca do ano   | Melhor marca do ano (World leading)          | Recorde asiático      | Recorde asiático (Asian)              | DNS                        | Não largou (Did not start)                |   |                                      |
| Recorde nacional      | Recorde nacional (National record)           | Recorde europeu       | Recorde europeu (European)            | DNF                        | Não terminou (Did not finish)             |   |                                      |
| Recorde pessoal       | Recorde pessoal do atleta (Personal best)    | Recorde da Oceania    | Recorde da Oceania (Oceania)          | DSQ / DQ                   | Desclassificado (Disqualified)            |   |                                      |
| Recorde da temporada  | Recorde da temporada do atleta (Season best) | Recorde sul-americano | Recorde sul-americano (South America) | NM                         | Sem marca (No mark)                       |   |                                      |